# Hanni Mendes da Costa
Hanni Mendes da Costa (nacida Hanni Schulte) es una deportista alemana que compitió para la RFA en piragüismo en la modalidad de eslalon. Ganó dos medallas de plata en el Campeonato Mundial de Piragüismo en Eslalon, en los años 1955 y 1957.

## Palmarés internacional
| Campeonato Mundial | Campeonato Mundial | Campeonato Mundial | Campeonato Mundial |
| Año                | Lugar              | Medalla            | Competición        |
| ------------------ | ------------------ | ------------------ | ------------------ |
| 1955               | Tacen (Yugoslavia) | Medalla de plata   | F1 por equipos     |
| 1957               | Augsburgo (RFA)    | Medalla de plata   | F1 por equipos     |